# Рудное (Минская область)
Рудное (бел. Ру́днае) — деревня в Копыльском районе Минской области Беларуси. В составе Тимковичского сельсовета.

## География
Ближайшие населённые пункты Долгое, Коловка, Конотопы, Савичи и др.
Пролегает дорога Р-107.

### Гидрография
Рядом протекает река Томашевка.

## История
В 1908 году в Тимковичской волости Слуцкого уезда Минской губернии.
До 28 мая 2013 года деревня входила в состав Великораевского сельсовета.

## Население

### Численность
- 2019 год — 267 жителей

### Динамика
- 1908 год — 546 жителей, 104 дворов[3]
- 1999 год — 397 жителей (перепись населения)
- 2009 год — 351 жителей (перепись населения)[3]
- 2019 год — 267 жителей (перепись населения)

## Улицы
- Лесная
- Молодёжная
- Полевая
- Тимковичская
- Центральная

## Достопримечательность
- Памятник землякам[5]
- Рядом расположены ДОТы